# جی گتسبی
جی گتسبی (انگلیسی: Jay Gatsby، در اصل با نام جیمز گاتز) شخصیت اصلی رمان گتسبی بزرگ اثر اف. اسکات فیتزجرالد در سال ۱۹۲۵ است. گتسبی یک میلیونر و صاحب یک عمارت مجلل است که در آن اغلب مهمانی‌های عجیب و غریب را برگزار می‌کند و توسط راوی رمان، نیک کاراوی، توصیف می‌شود که «یک هدیه فوق العاده برای امید» دارد.